# Langley, South Carolina
Langley är en ort i Aiken County i delstaten South Carolina, USA.